# Fluorescência induzida por laser

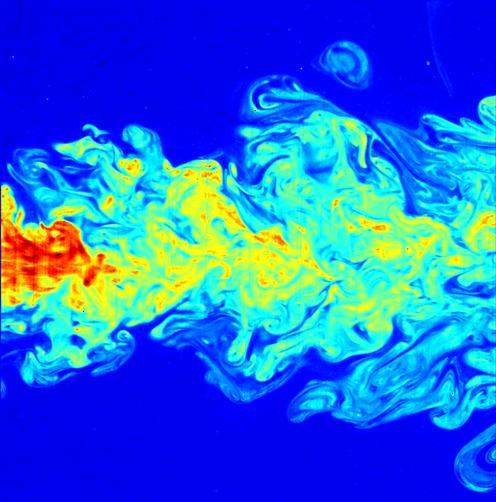
Imagem em cores falsas de campo distante de um jato turbulento submerso, tornado visível por meio de fluorescência induzida por laser

Fluorescência induzida por laser (LIF, do inglês laser-induced fluorescence) é um método espectroscópico no qual um átomo ou molécula é excitado para um nível de energia mais alto pela abosrção de luz laser seguida por emissão espontânea de luz. Foi primeiramente descrita por Richard Zare e colaboradores em 1968.